# Lagunas (canción)
«Lagunas» (estilizado en mayúsculas) es una canción de los cantantes mexicanos Peso Pluma y Jasiel Núñez. Fue lanzada el 7 de julio de 2023, como el séptimo sencillo del álbum Génesis (2023) del primero. La canción fue escrita y producida por Jasiel Núñez, con Ernesto Murillo, George Prajin y Miguel de Jesús Ruíz Huerta como coproductores.
«Lagunas» marca la segunda colaboración con ambos cantantes, siendo la primera «Rosa pastel». Ambas canciones marcaron el debut de Jasiel Núñez en el Billboard Hot 100, ubicándose en los números 90 y 93, respectivamente.

## Antecedentes
En junio de 2023, Peso Pluma anunció la fecha de lanzamiento de su tercer álbum de estudio Génesis y reveló su lista de canciones, donde «Lagunas» apareció como la decimotercera pista.
El 23 de noviembre de 2023, el Día de Acción de Gracias, el rapero estadounidense Snoop Dogg publicó un vídeo en Instagram de él fumando, con «Lagunas» sonando de fondo. Ambos cantantes lo reconocieron y respondieron en la plataforma social.
En diciembre de 2023, el cantante mexicano Ed Maverick lanzó una versión de «Lagunas».

## Música y letra
Musicalmente, la canción es un sierreño urbano, con una cualidad unica y la cual la hace resaltar, el uso de piano rhodes, un instrumento musical creado en 1950, el cual le da un toque diferente a la pieza y la dota de una peculiaridad unica, siendo esto algo destacable en su producción, un aporte que hizo el productor Miguel Ruiz quien aporto su gusto por el jazz y el blues combinándolos con el regional mexicano, dotando a la pieza también del uso de séptimas en los acordes, un recurso utilizado en el jazz que le da un toque único a la composición. Líricamente, la canción trata sobre los sentimientos y arrepentimientos que surgen de una relación pasada.

## Video musical
El video musical oficial fue lanzado el 7 de julio de 2023 en el canal oficial de YouTube de Peso Pluma. El video fue filmado por John Rodríguez, en Punta Cana, República Dominicana, y fue producido por el primero.

## Posicionamiento en listas
| Lista (2023)                       | Mejor posición |
| ---------------------------------- | -------------- |
| Global 200 (Billboard)             | 109            |
| México (Billboard)                 | 23             |
| Estados Unidos (Billboard Hot 100) | 77             |
| Estados Unidos (Hot Latin Songs)   | 16             |

| Lista (2023)                        | Mejor posición |
| ----------------------------------- | -------------- |
| EE. UU. Hot Latin Songs (Billboard) | 41             |